# Comuna Pervozvanivka
Pervozvanivka (în ucraineană Первозванівка) este o comună în raionul Kirovohrad, regiunea Kirovohrad, Ucraina, formată din satele Neopalîmivka, Pervozvanivka (reședința), Popivka, Soneacine și Zorea.

## Demografie
Componența lingvistică a comunei Pervozvanivka
     Ucraineană (85,11%)
     Rusă (14,55%)
     Alte limbi (0,29%)
Conform recensământului din 2001, majoritatea populației comunei Pervozvanivka era vorbitoare de ucraineană (85,11%), existând în minoritate și vorbitori de rusă (14,55%).